# Forte de São Bartolomeu da Passagem
O Forte de São Bartolomeu da Passagem, também conhecido como Forte da Passagem de Itapagipe (Passagem de Cima), localizava-se na ponta da Ribeira, perto da foz do rio Pirajá, ao Norte da primitiva cidade de Salvador, no litoral do estado brasileiro da Bahia.

## História

### Antecedentes
A estrutura remonta ao início do século XVII, quando colaborava com o Fortim de São Filipe na defesa da Enseada dos Tainheiros, onde se localizavam os estaleiros coloniais, e da enseada de Itapagipe, onde, quando da segunda das Invasões holandesas do Brasil, ocorreria o desembarque das forças neerlandesas comandadas pelo Conde Maurício de Nassau (1604-1679), quando do assalto de abril-maio de 1638 a Salvador. A seu respeito, BARLÉU (1974) descrevendo o assalto de seus conterrâneos, relata:
"(...) No dia seguinte [ao da ocupação do Forte de Santo Alberto e da captura do Fortim de São Filipe, Nassau] apoderou-se do Forte de São Bartolomeu, terrível por treze peças e providíssimo de grande cópia de petrechos bélicos. Tendo-nos caído nas mãos estas fortalezas, ficou-nos livre o acesso às naus para recebermos mantimentos, de que se podia prover a soldadesca em terra apenas por oito dias." (op. cit., p. 82)
De acordo com a iconografia de José António Caldas (Forte de S. Bartolomeu da Pasage. in: Cartas topográficas contem as plantas e prospectos das fortalezas que defendem a cidade da Bahia de Todos os Santos e seu reconcavo por mar e terra, c. 1764. Arquivo Histórico Ultramarino, Lisboa), sua estrutura apresentava planta no formato de um polígono octogonal estrelado, com quatro ângulos salientes e quatro reentrantes, e parapeitos à barbeta. Pelo lado do portão de acesso, no terrapleno, erguia-se um edifício de um pavimento com as diversas dependências de serviço (Casa de Comando, quartéis, Casa da Palamenta e outras).
Encontra-se representado numa iconografia de Carlos Julião, sob o nome de 10. Forte de S. Bartolomeu da Passagem (Elevaçam e fasada que mostra em prospeto pela marinha, a cidade de Salvador, Bahia de todos os Santos, 1779. Gabinete de Estudos Arqueológicos de Engenharia Militar, Lisboa), ilustrada com os desenhos de trajes típicos femininos.
BARRETTO (1958) informa que este forte estava artilhado com nove peças de ferro (quatro de calibre 12 libras, três de 8 e duas de 6), acredita-se que em meados do século XVIII.

### O século XIX
SOUZA (1885) reporta que, em 1841, em suas doze canhoneiras conservava apenas duas das antigas peças (op. cit., p. 97). GARRIDO (1940) complementa que em 1844 foi autorizada e iniciada a sua demolição, aproveitando-se a cantaria do forte nas obras de construção do prédio da Alfândega em Salvador. No ano seguinte os trabalhos de demolição foram sustados (Aviso de 10 de maio de 1845) (op. cit., p. 95).
No contexto da Questão Christie (1862-1865), o "Relatório do Estado das Fortalezas da Bahia" ao Presidente da Província, datado de 3 de agosto de 1863, dá-o como em completa ruína, denominando-o como Forte de São Bartolomeu de Itapagipe (ROHAN, 1896:51), citando:
"(...) Apresenta a forma dum octógono com quatro ângulos salientes e outros tantos reentrantes, e o desenvolvimento de 720 palmos.
Está em completa ruína, fendido em diversas partes, e em total abandono.
Por ordem superior começou ser demolido e nesta operação encetada pelo fosso, ficou sem as lajes pertencentes às suas obras.
Não há reparações senão completa reconstrução a fazer com aproveitamento dos materiais e talvez mesmo dalguma das suas partes." (op. cit., p. 64)
O forte terminou de ser demolido em 1900, durante obras da Prefeitura Municipal, na gestão de José Eduardo Freire de Carvalho Filho (GARRIDO, 1940:95).